# Bernd Brückler
Bernd Brückler (ur. 26 września 1981 w Grazu) – austriacki hokeista, reprezentant Austrii.

## Kariera
- EC Graz 99ers (1996-2001)
- Tri-City Storm (2000-2001)
- University of Wisconsin-Madison (2001-2005)
- Toledo Storm (2005)
- Charlotte Checkers (2005)
- Hartford Wolf Pack (2005)
- Blues (2005-2009)
- Torpedo Niżny Nowogród (2009-2011)
- Sibir Nowosybirsk (2011-2012)
- EC Red Bull Salzburg (2012-2015)
- EC KAC (2015-2016)

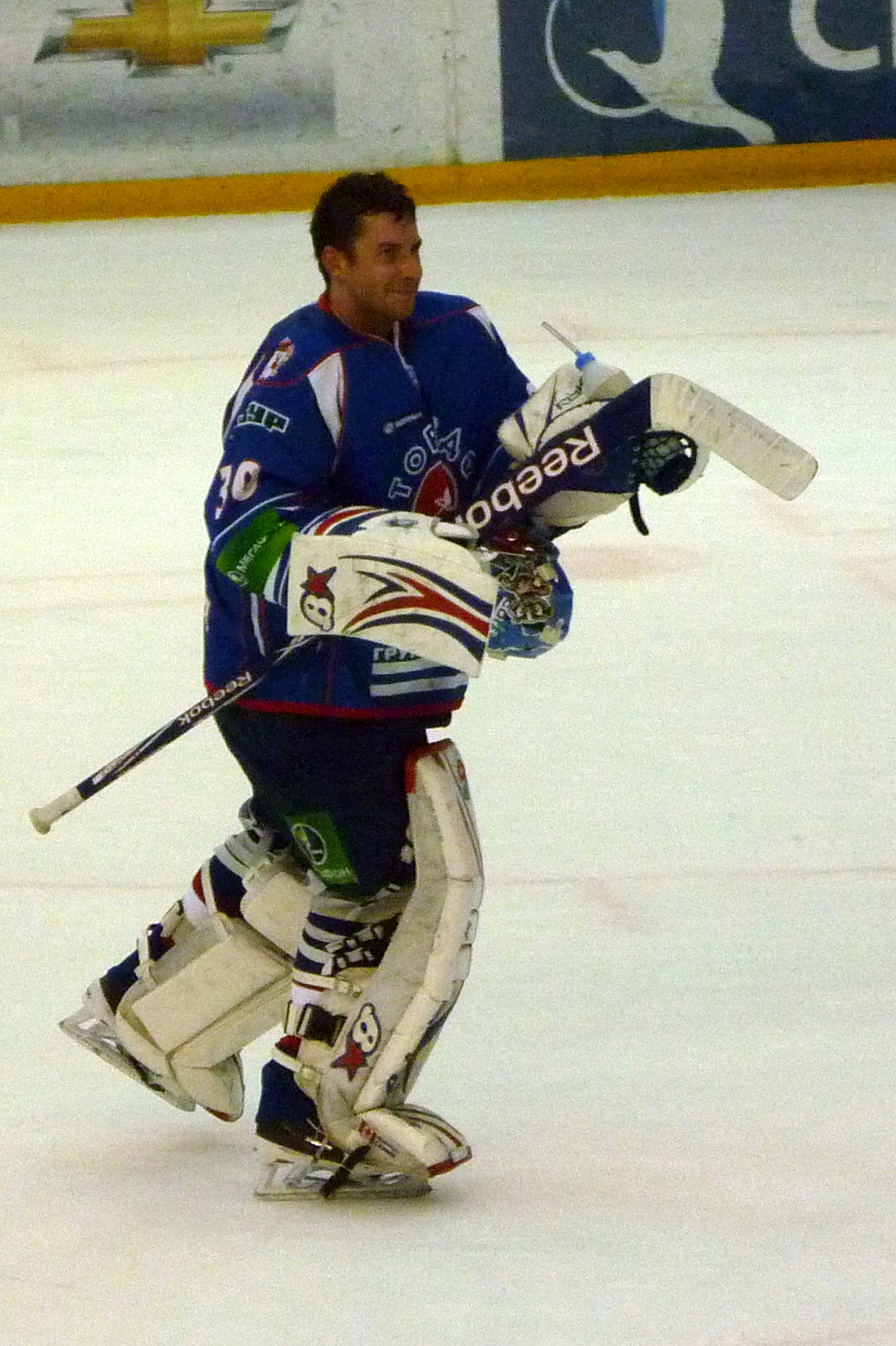
Bernd Brückler w barwach Torpedo (2010)

Wychowanek klubu EC Salzburg. Przez pięć lat rozwijał karierę w Stanach Zjednoczonych, w tym czasie ukończył szkoły w Ponoka (Alberta, Kanada) i w Kearney (Nebraska, USA), następnie cztery lata studiował na University of Wisconsin w Madison.
Od kwietnia 2009 po czterech sezonach w fińskim zespole Blues został zawodnikiem rosyjskiego klubu Torpedo Niżny Nowogród. Dwa lata później podpisał kontrakt z Sibirem Nowosybirsk. W październiku 2012 po 12 latach powrócił do Austrii i został graczem EC Red Bull Salzburg. W lipcu przedłużył 2013 kontrakt o dwa lata. W maju 2015 odszedł z Salzburga. Od września 2015 do marca 2016 zawodnik EC KAC.
Uczestniczył w turniejach mistrzostw świata w 2004, 2005, 2007, 2008, 2009.
Podczas swojej gry w Niżnym Nowogrodzie prowadził dziennik publikowany w lokalnej gazecie, a w grudniu 2013 ukazała się jego książka pod tytułem “This is Russia: Life in the KHL – Doctors, bazas and millions of airmiles”, w której Brückler opisuje życie w Rosji i ligę KHL, gdzie spędził trzy lata.

## Życie prywatne
Jego żoną jest Veera, mają dwoje dzieci Elisabeth i Niklasa, na stałe mieszka w fińskim mieście Espoo.

## Sukcesy
Klubowe
- Srebrny medal mistrzostw Finlandii: 2008 z Blues
- Złoty medal mistrzostw Austrii: 2014, 2015 z EC Red Bull Salzburg

Indywidualne
- SM-liiga (2006/2007):
  - Najlepszy zawodnik miesiąca – luty 2007
  - Pierwsze miejsce w klasyfikacji średniej goli straconych na mecz: 1,97
- KHL (2010/2011):
  - Najlepszy bramkarz miesiąca: wrzesień 2010
  - Piąte miejsce w klasyfikacji zwycięstw meczowych wśród bramkarzy: 22